# Sultanato mameluco de Egipto
El sultanato mameluco de Egipto (en árabe: سلطنة المماليك‎, romanizado: Salṭanat al-Mamālīk), también conocido como Egipto mameluco o Imperio mameluco, fue un reino medieval que se extendía por Egipto, el Levante mediterráneo y el Heyaz. Duró desde la caída de la dinastía ayubí en 1250 hasta la conquista otomana de Egipto en 1517. Su capital fue El Cairo. Los historiadores han dividido tradicionalmente la etapa del dominio mameluco en dos períodos, uno, entre 1250-1382, y el otro, entre 1382-1517. Los historiadores occidentales llaman al primer período «baharita» y al segundo «buryí» debido a la dominación política de los regímenes conocidos por estos nombres durante las respectivas épocas. Los historiadores musulmanes contemporáneos se refieren a las mismas divisiones como los períodos «turco» y «circasiano» para enfatizar el cambio en los orígenes étnicos de la mayoría de los mamelucos.
El Estado mameluco alcanzó su apogeo bajo la dominación turca, con la cultura árabe, y luego cayó en una prolongada fase de declive bajo la dominación circasiana. La casta dirigente del sultanato consistió en mamelucos, soldados-esclavos, de origen cumanos-kipchakos (de Crimea), de circasianos, de abjasios, de oguzes y de georgianos.  Dado que los mamelucos eran comprados, su estatus era superior al de los esclavos comunes, a quienes no se les permitía portar armas o realizar ciertas tareas. Los mamelucos eran considerados «verdaderos señores», con un estatus social superior al de los ciudadanos de Egipto. Aunque menguante al final de su existencia, el sultanato fue en su apogeo el cenit de la gloria política, económica y cultural de la Edad Media egipcia y levantina, en la Edad de Oro del islam.

## Historia

### Los mamelucos bajo la dinastía ayubí
Bajo el sultán Saladino y sus sucesores de la dinastía ayubí de Egipto, el poder de los mamelucos de origen turco iría en aumento paulatinamente. Para el año 1200, el hermano de Saladino, Al-Adil I, consiguió controlar todo el sultanato derrotando, matando o encarcelando a sus hermanos y sobrinos. Con cada victoria Al-Adil incorporó el séquito de mamelucos derrotado al suyo. Este proceso se repitió a la muerte del sultán Al-Adil I, en 1218, y a la muerte de su hijo y sucesor, Al-Kamil en 1238. Los ayubíes se encontraron cada vez más acorralados por el creciente poder de los emires mamelucos, que actuaban de manera semiautónoma como atabegs regionales, y pronto se los involucró en el interior de la corte del propio sultanato.
En 1240, el sultán As-Salih (hijo de Al-Kamil), tras deponer a su hermano Al-Adil II, se dispuso a utilizar masivamente mamelucos de origen turco provenientes del mar Negro, tras fracasar utilizando como mercenarios al exiliado ejército del Imperio corasmio, y ante la amenaza latente de los cruzados cristianos y de los mongoles. En junio de 1249, la Séptima Cruzada encabezada por Luis IX de Francia desembarcó en Egipto y tomó Damietta, mientras As-Salih estaba combatiendo a sus primos en Siria. Las tropas egipcias al principio se retiraron, motivando al sultán a colgar más de cincuenta emires como desertores.
Cuando el sultán egipcio As-Salih Ayyub murió en Mansura en noviembre de 1249, el poder pasó a su hijo, Al-Muazzam Ghayath-al-Din Turan Shah (que se encontraba en el norte de Siria por orden de su padre) y, como regente en Egipto (hasta la llegada de su hijo), a su esposa favorita, la armenia Shajar Al-Durr. Esta tomó el control del sultanato y, con el apoyo mameluco, lanzó un contraataque contra los cruzados. Las tropas de los emires mamelucos bahríes Saif-ad-Din Qutuz, Fajr-ad-Din Yúsuf, Rukn-al-Din Baibars al-Bunduqdari y Faris-ad-Din Aqtai al-Jemdar derrotaron a las tropas de Luis IX. El rey francés retrasó su retiro demasiado tiempo y fue capturado (junto a sus hombres) por los mamelucos en marzo de 1250. Finalmente, Luis IX accedió a un rescate de 400 000 livres tournois (150 000 de los cuales nunca fueron pagados) y se retiró a su país.

### Historia del sultanato

#### Periodo Bahri (1250-1389)
Con el asesinato del sultán Turan Shah (1250), llegó al poder, la instigadora del crimen, la viuda de As-Salih, Shajar al-Durr con el apoyo de los generales mamelucos, entre ellos Aqtai, Qutuz y Baibars. Poco después, la presión política por un líder masculino hizo que Shajar se casara con uno de dichos jefes, el emir Izz-al-Din Aybak, y, luego, resignara el mando en este. De esta manera, Aybak se proclamó primer sultán mameluco de Egipto y fundó la dinastía Bahrí. Para legitimar su poder frente a los ayubíes de Siria, el sultán Aybak envió al emir Aqtai, que derrotó al ejército del sultán ayubí de Siria An-Nasir Yusuf en Gaza en octubre de 1250 y, como general de Aybak, desempeñó un papel crucial en la derrota final de An-Nasir en la batalla de Kora. En 1253, a través de la mediación de algunos emires, se llegó a un acuerdo entre Aybak y an-Nasir Yusuf, que dio a los egipcios el control sobre Gaza, Jerusalén, Naplusa y la costa de al-Sham. En 1254, otro cambio de poder ocurrió en Egipto, cuando Aybak mató al emir Faris-ad-Din Aqtai, el líder natural de los mamelucos bahríes. Algunos de estos mamelucos, entre ellos Baibars al-Bunduqdari y Saif-ad-Din Qalawun al-Alfi, huyeron hacia Siria con An-Násir Yúsuf, persuadiéndolo de romper el acuerdo e invadir Egipto. Aybak escribió a An-Násir Yúsuf advirtiéndole del peligro de estos mamelucos que se refugiaron en Siria, y accedió a concederle dominios territoriales en la costa, pero An-Násir Yúsuf se negó a expulsarlos y les devolvió los dominios que Aybak le había concedido. Más tarde, en 1257, Aybak fue asesinado, por instigación de Shajar al-Durr, y en la lucha por el poder que siguió, el emir vice-regente Qutuz depuso al hijo y sucesor de Aybak, Alí, ejecutó a Shajar ad-Durr y asumió el poder.
En esos momentos, se cernía un gran peligro sobre Oriente Medio: un gran ejército mongol fue enviado por el Gran Kan Möngke (a la sazón en guerra contra la China Song), al mando de su hermano menor Hulagu, con la misión de destruir la secta de los nizaríes; luego la subyugación de los luros, un pueblo del sur de Irán; la sumisión o aniquilación del Califato abasí; el sometimiento o destrucción de los Estados de la dinastía ayubí en Siria; y, finalmente, la sumisión o eliminación de los mamelucos de Egipto. En 1256 aniquiló a los nizaríes, refugiados en fortalezas montañosas y sometió a los luros. A fines de 1257, Hulagu invadió Irak para someter el califato abasí. Al llegar a Bagdad solicitó que la ciudad se rindiera, pero el califa Al-Mustá'sim se negó. Entonces Hulagu asedió la ciudad, que se rindió el 10 de febrero de 1258, dando lugar a una masacre que duró una semana. Al-Mustá'sim, por orden de Hulagu, fue ajusticiado con la mayor parte de sus parientes. Luego de su victoria en Bagdad, en 1260, los mongoles unieron sus fuerzas con la de sus vasallos cristianos en la región, como el reino armenio de Cilicia y los francos liderados por Bohemundo VI de Antioquía. Juntos conquistaron Siria, hasta entonces dominio de la dinastía ayubí; tomaron Alepo y, el 1 de marzo de 1260, acaudillados por el general Kitbuqa (lugarteniente de Hulagu), Damasco. Esta invasión definitivamente destruyó la dinastía ayubí, que fue incapaz de detener la acometida mongol. El último gobernante ayubí, An-Násir Yúsuf, murió a manos de Hulagu en 1260. La muerte de Möngke obligó a Hulagu y a la mayoría de su ejército a retirarse hacia Mongolia, dejando apenas 10 000 jinetes mongoles en Siria bajo el mando de Kitbuqa para ocupar el territorio conquistado que incluía Nablus y Gaza al sur, así como también la fortaleza de Ajlun, al oriente del río Jordán. Los mongoles realizaron incursiones hacia el sur, rumbo a Egipto, llegando a lugares tan lejanos como Ascalón y Jerusalén, y se estableció una guarnición mongola de cerca de mil soldados en Gaza y Nablus. Como Bagdad y Damasco habían sido conquistadas, el centro del poder islámico se transfirió a los mamelucos egipcios de El Cairo.
El tercer sultán mameluco Qutuz, apoyado por los emires Baibars y Qalawun (que habían regresado a Egipto), tendría que enfrentarse a la invasión mongola en Palestina, derrotando a Kitbuqa, en la decisiva batalla de Ain Jalut el 3 de septiembre de 1260. Los mamelucos conquistaron Siria y llevaron la frontera mameluco-mongol hasta el Éufrates. Una vez más los mamelucos logran salvar al islam. Baibars se hizo con el título de sultán después del asesinato del sultán Qutuz en el camino de regreso.
En 1261, después de que Baibars se convirtiera en sultán, estableció un califa abasí marioneta en El Cairo (Al-Mustansir II, que había escapado de la masacre de su familia en Bagdad), y luchó contra los remanentes de los estados cruzados en Siria y Palestina. También estableció una alianza estratégica con el kanato de la Horda de Oro. Ya que su cuarto kan, Berke, convertido al islam, le declaró la guerra a Hulagu.
Muchos tártaros se establecieron en Egipto y fueron empleados por Baibars. En 1261 este sultán derrotó a los mongoles del Ilkanato (estado creado por Hulagu en 1260) en la batalla de Elbistan y envió al califa abasí al-Mustansir II con solo 250 hombres a intentar retomar Bagdad, pero no tuvo éxito, pues este fue emboscado y muerto por los mongoles. En 1266 devastó la Cilicia Armenia y en 1268 arrebató a los cruzados el Principado de Antioquía. Además, luchó contra los turcos selyúcidas (vasallos del Ilkanato), y los Hashshashin; también extendió el poder musulmán en Nubia, por primera vez, antes de su muerte en 1277.
El sultán Qalawun reprimió una rebelión en Siria, que fue dirigida por Sunqur al-Ashqar, en 1280 y también derrotó otra invasión de los mongoles en 1281 dirigida por el Ilkan Abaqa fuera de Homs. Después de que la amenaza de los mongoles pasó, recuperaron Trípoli de los cruzados en 1289. Su hijo y sucesor Jalil se apoderó de Acre, la última ciudad de los cruzados, en 1291.
Los mongoles del ilkan Ghazan (convertido al islam) renovaron su invasión en 1299, pero fueron derrotados nuevamente en 1303 por el sultán An-Násir Muhammad, hijo de Qalawun. Los sultanes mamelucos entraron en relaciones con la Horda de Oro del kan Öz-Beg que se convirtió al islam y establecieron un pacto de paz con los mongoles en 1322. Como el islam prohibía explícitamente que un musulmán tome a otro musulmán como esclavo; el caso fue que la población túrquica kipchak de la Horda de Oro abandonó su paganismo tengrianista convirtiéndose al islam y los mamelucos, así, perderían su lucrativa fuente de esclavos. La Horda de Oro supliría esta carencia de esclavos para los mamelucos, echando mano de las poblaciones de Circasia (cherqueses, adigueses, cabardinos, etc.), región montañosa del norte del Cáucaso, todavía paganas.
El sultán An-Násir Muhámmad se casó con una princesa mongola en 1319. Sus relaciones diplomáticas fueron más amplias que los de cualquier sultán anterior, e incluyó a búlgaros, indios y abisinios, así como al papa, el rey de Aragón y el rey de Francia. An-Násir Muhámmad organizó la re-excavación de un canal en 1311 que uniera Alejandría con el Nilo. Murió en 1341.
Los constantes cambios de los sultanes que siguieron llevaron a un gran desorden en las provincias. Mientras tanto, en 1349 en Egipto y el Levante, en general, se extendió la peste negra, que se dice se cobró las vidas de muchos de los habitantes de la región. Hacia esta época los mamelucos de origen circasiano comenzaron a ganar una gran importancia política.
En 1382 el último sultán bahri, Hajji II, fue destronado y el emir mameluco circasiano Barquq asumió el sultanato. Fue expulsado en 1389, pero regresó al poder en 1390 y estableció la dinastía buryí, que sustituyó a la bahrí.

#### Periodo Buryí (1389-1517)
Desde 1250 Egipto había sido gobernado por la dinastía mameluca kipchak de los Bahri. En 1377 estalló una revuelta en Siria que se extendió a Egipto, y del gobierno se hicieron cargo los emires circasianos Baraqah y Barquq. Finalmente, Barquq se proclamó sultán en 1382, poniendo fin a la dinastía de los bahríes. Fue expulsado en 1389, pero recuperó El Cairo en 1390. Al principio, la rebelión zahiri amenazó con derrocar a Barquq aunque la conspiración fue descubierta antes de que los agitadores pudieran movilizarse. Así quedó permanentemente en el poder, y fundó la dinastía buryí.
Frente al poderoso emir Timur de Transoxiana, conquistador turco-mongol, Barquq se unió, frente al enemigo común, con el sultán otomano Bayezid I y el kan Toqtamish de la Horda de Oro en una resistencia combinada ejecutando a los enviados de paz de Timur. En cuestión de meses, sin embargo, Timur se dedicó a Georgia, ya que no pudo responder a las acciones de Barquq, mientras este moría en 1399. En 1401, Timur, finalmente, invadió Siria y saqueó Alepo y Damasco. Siria fue recuperada por el sultán Násir ad-Din Faraŷ, hijo y sucesor de Barquq, después que Timur murió en 1405, pero Faradj enfrentaba continuamente rebeliones de los emires allí y él mismo se vio obligado a abdicar en 1412 y poco después fue asesinado.
En 1421 Egipto fue atacado por el Reino de Chipre, y aunque los egipcios no pudieron apoderarse luego de la isla, se obligó a los chipriotas a reconocer la soberanía del sultán egipcio Barsbay. Durante el reinado de Barsbay la población de Egipto se redujo en gran medida de lo que había sido un par de siglos antes, y solo 1/5 del número de ciudades. Con frecuencia allanó Asia Menor, pero murió en 1438.
Durante el reinado de Sayf-ad-Din Jaqmaq un intento de conquistar Rodas en 1444 a partir de los Caballeros de San Juan fue repelido.
Sayf al-Din Inal llegó al poder en 1453 y tuvo relaciones amistosas con el sultán otomano Mehmed II, quien conquistó Constantinopla más tarde ese mismo año, causando grandes regocijos en Egipto. Sin embargo, bajo el reinado de Khoshkadam, quien tomó el poder en 1463, Egipto comenzó las luchas contra el sultanato otomano que finalmente condujeron a la incorporación de Egipto en el Imperio otomano. Tanto Khoshkadam y Mehmed II apoyaron diferentes candidatos al emirato de Karaman; luego en 1467 el sultán Qaitbey ofendió al sultán otomano Beyazid II (hijo y sucesor de Mehmed II), cuyo hermano fue envenenado mientras se entretenía con Qaitbey. Beyazid II se apoderó de Adana, Tarso y otros lugares dentro del territorio egipcio, pero fue finalmente derrotado por Qaitbey. Qaitbey también trató de ayudar a los musulmanes en España, amenazando a los cristianos en Siria, pero sin efecto. Murió en 1496, dejando cientos de miles de deudas en ducados a las grandes familias comerciantes venecianas.
En 1497, el navegante portugués Vasco da Gama, descubrió para su reino una nueva ruta marítima hacia la India navegando alrededor del cabo de Buena Esperanza, abriéndose paso a través del océano Índico hasta las costas de Malabar y Kozhikode, atacando las flotas que llevaban cargas y peregrinos musulmanes de la India al mar Rojo y sembrando el terror entre los potentados portuarios. Varios compromisos tuvieron lugar. El sultán mameluco, Qansuh, se vio ofendido por los ataques al mar Rojo, la pérdida de derechos de peajes y de tráfico, los ultrajes a los que sometió a La Meca y a su puerto y sobre todo el destino de uno de sus barcos. Prometió venganza sobre Portugal, enviando por primera vez a monjes de la Iglesia del Santo Sepulcro como enviados a Roma, amenazando al papa Julio II que si no amonestaba a Manuel I de Portugal en sus depredaciones en el Océano Índico, destruiría todos los santos lugares cristianos. Los gobernantes de Guyarat y Yemen también se dirigieron a solicitar ayuda al sultán mameluco de Egipto. Su principal preocupación era la instalación de una flota en el mar Rojo que podría proteger sus rutas marítimas de los ataques portugueses. Jeddah pronto se fortificó como un puerto de resguardo para Arabia y el mar Rojo también fue protegido, pero las flotas en el Océano Índico estaban a merced del enemigo. El sultán mameluco Qansuh al-Ghawri finalmente preparó una flota de 50 buques. Como los mamelucos tenían poca experiencia en la guerra naval, la empresa naval se llevó a cabo con ayuda otomana. En 1508, en la batalla de Chaul, la flota mameluca superó al hijo del virrey portugués, Lourenço de Almeida, pero al año siguiente los portugueses ganaron la batalla de Diu en la que la ciudad portuaria de Diu le fue arrebatada al sultanato de Guyarat. Algunos años después, Afonso de Albuquerque atacó Adén, mientras las tropas egipcias sufrían un desastre en Yemen. Qansuh al-Ghawri montó una nueva flota para castigar al enemigo y proteger el comercio indio; pero antes de que sus resultados fueran conocidos, Egipto había perdido su soberanía, y el mar Rojo con La Meca y todos sus intereses árabes habían pasado a manos del Imperio otomano.
En 1515, estalló la guerra final contra el sultán otomano Selim I (hijo y sucesor de Beyazid II) que llevó a la incorporación de Egipto y sus dependencias al Imperio Otomano. El sultán mameluco Qansuh fue acusado por Selim de ceder el paso a los enviados del sha Ismail I del imperio persa safávida (enemigo jurado de los otomanos) a través de Siria en su camino a Venecia para formar una confederación contra los turcos y también que albergará varios refugiados.
Después de la batalla de Chaldiran en 1514 (en la que Selim aplastó al sha Ismaíl), Selim atacó al emirato de Dulkadir. Su emir, Alaüddevle Bozkurt Bey, era vasallo de Egipto y se había mantenido neutral en la contienda turco-persa. Selim envió la cabeza de Bozkurt a Qansuh. En junio de 1516, con la seguridad de haber neutralizado a Persia y tener asegurada la Anatolia oriental, Selim, formó un gran ejército para la conquista de Egipto, pero dejó correr el rumor de que esta campaña sería una nueva intentona de atacar a Persia.
No pasó mucho tiempo para que se aclarasen las intenciones del sultán otomano. En julio cruzó el Éufrates y se dirigió hacia el sur. El ejército mameluco, con su sultán a la cabeza, salió a cerrarle el paso a los turcos. En la batalla de Marj Dabiq el 24 de agosto de 1515, Qansuh fue asesinado en una pelea en la que la caballería mameluca no fue capaz de hacer nada frente a la artillería turca y los jenízaros. Siria luego pasó a manos otomanas, esto fue celebrado por los locales, que veían a los otomanos como libertadores de la regla de los mamelucos.
En 1517, los turcos otomanos, dirigidos por Selim I, avanzaron a través de Palestina y del Sinaí y derrotaron definitivamente a los mamelucos en la batalla de Ridaniya; ocuparon El Cairo el 20 de enero. El último sultán, Tumanbay II, acabó ajusticiado por orden de Selim I.
El régimen mameluco alimentaba las intrigas y los complots, ya que cada sultán que llegaba al poder lo hacía ayudado por su clan. Cuando asumían el poder, apartaban de todos los cargos importantes a los hombres de confianza de su predecesor, los cuales por su parte no pensaban en otra cosa que en vengarse. De los cuarenta y cinco sultanes del período mameluco, veintidós accedieron al poder por métodos violentos.
Su papel fue crucial a la hora de proteger Siria (que reconquistaron), Egipto y Palestina del Imperio mongol, así como de expulsar a los cruzados cristianos. Mantuvieron la custodia de las ciudades santas de La Meca y Medina y se instalaron en El Cairo. No persiguieron a las iglesias coptas ni a las comunidades judías, aunque fueron guardianes del Islam en el conjunto social. El final de la dinastía llegó con la derrota en 1517 ante Selim I, sultán del Imperio otomano, pero ya con anterioridad la pérdida del control del tráfico comercial con Asia —como consecuencia de las nuevas rutas establecidas por Portugal a través del Cabo de Buena Esperanza— habían mermado su capacidad económica. Los mamelucos quedaron relegados al puesto de beys como gobernadores o en segundos niveles de la administración, aunque nuevamente irían recuperando su importancia hasta que, oficiosamente, controlaban Egipto en el momento de la conquista por Napoleón en 1798.

### Los mamelucos bajo el dominio otomano
El centro de poder en la región se trasladó a Constantinopla. Sin embargo, los otomanos mantuvieron a los mamelucos como la élite egipcia, y la familia de los burji logra mantener gran parte de su influencia, pero siempre como vasallos de los otomanos.
La administración de Egipto como provincia otamana fue establecida por una ley promulgada por Solimán I en 1525. A la cabeza del gobierno estaba el gobernador (valí), encargado de los poderes ejecutivo y judicial. Como consejo consultivo disponía de un Diwan. Desde los tiempos de Selim I había seis regimientos de jenízaros, los ucaq, dejados para mantener la ley y el orden. El poder del valí era limitado; un ejemplo de ellos era que los seis ucaq eran totalmente independientes de su autoridad, ya que cada uno de ellos estaba bajo el mando de su propio agha, que recibía órdenes directas de Constantinopla.
Cuando el ejército otomano derrotó a los mamelucos y ocupó Egipto, lo hizo con la colaboración de una facción mameluca burji encabezada por Jair Bey, el cual fue recompensado con el nombramiento de primer gobernador otomano (valí). Durante casi dos siglos, los mamelucos ocuparon cargos administrativos y adquirieron gradualmente el derecho de alcanzar altos puestos de estado. Estos cargos se convirtieron en catalizador para la toma de poder por los mamelucos, que establecieron otra vez su hegemonía con la restauración de su independencia a mediados del siglo XVIII. Hasta esa época los jenízaros constituían la fuerza militar más poderosa de Egipto; pero con el tiempo les llegó su decadencia y en 1711 perdieron ante una facción mameluca. Desde entonces los jenízaros perdieron su supremacía frente a los beys mamelucos.

### La independencia mameluca de los otomanos
En 1768, el mameluco Ali Bey Al-Kabir declaró la independencia de los otomanos. Sin embargo, estos aplastaron el movimiento y mantuvieron su posición dominante después de derrotarlo y asesinarlo. En ese momento, se trajeron nuevos esclavos desde el Cáucaso, especialmente de Georgia y Circasia.

### Invasión de Napoleón
En 1798, el Directorio de la República de Francia autorizó una campaña en al oriente para proteger los intereses comerciales franceses y socavar el acceso de Reino Unido de Gran Bretaña e Irlanda a la India. Con este fin, el general Napoleón Bonaparte dirigió el Ejército de Oriente hacia Egipto. Napoleón derrotó a las tropas de los mamelucos en la batalla de las Pirámides, durante la invasión de Egipto en 1798, y los expulsó al Alto Egipto. Los mamelucos seguían utilizando sus clásicas cargas de caballería, a las que habían unido el uso de mosquetes. A pesar de múltiples victorias y una expedición inicialmente acertada hacia Siria, el conflicto creciente en Europa y la anterior derrota de la flota de apoyo francesa por la Marina Real británica en la batalla del Nilo decidieron el regreso.
El 14 de septiembre de 1799 el general Jean Baptiste Kléber estableció una compañía montada de auxiliares mamelucos y jenízaros sirios de las tropas turcas capturadas en el sitio de Acre. El general Jacques-François Menou reorganizó la compañía el 7 de julio de 1800, formando 3 compañías de 100 hombres cada una y cambiando su nombre a mamelucos de la República. En 1801 el general Jean Rapp fue enviado a Marsella para organizar un escuadrón de 250 mamelucos. El 7 de enero de 1802 la orden anterior fue cancelada y la escuadra reducida a 150 hombres. La lista de efectivos del 21 de abril de 1802 revistó 3 oficiales y otras 155 de otros rangos. Por decreto del 25 de diciembre de 1803 los mamelucos fueron organizados en una compañía unida a los Chasseurs-à-Cheval de la Guardia Imperial (ver mamelucos de la Guardia Imperial). Napoleón regresó a Francia con su guardia personal a fines de 1799. Su sucesor en Egipto, el general Jean Baptiste Kléber, fue asesinado el 14 de junio de 1800. El comando del ejército en Egipto recayó en manos de Jacques-François Menou. Aislado y carente de suministros, Menou se rindió a los británicos en 1801.

### Retirada francesa y llegada de Mehmet Alí
Después de la salida de las tropas francesas en 1801, los mamelucos continuaron su lucha por la independencia, esta vez contra el Imperio otomano y Gran Bretaña. En 1803, los dirigentes mamelucos Ibrahim Bey y Usman Bey escribieron una carta al cónsul general de Rusia y le pidieron que intercediese ante el sultán para que pudiesen firmar un alto el fuego y regresar a su tierra natal de Georgia. El embajador ruso en Estambul se negó categóricamente a mediar, ya que el Gobierno ruso tenía miedo de permitir que los mamelucos regresasen a Georgia, donde había surgido un fuerte movimiento de liberación nacional que podría haber sido alentado por el retorno de los mamelucos. En 1805, la población de El Cairo se rebeló. Esta fue una excelente oportunidad para que los mamelucos tomasen el poder, pero la tensión interna y la traición les impidieron aprovechar esta oportunidad. En 1806, los mamelucos derrotaron a las fuerzas turcas en varias ocasiones, y en junio las partes enfrentadas concluyeron un tratado de paz por el que el general otomano de origen albanés Mehmet Alí, que había sido designado como gobernador de Egipto el 26 de marzo de 1806, debía ser eliminado y la autoridad estatal en Egipto sería devuelta a los mamelucos. Sin embargo, fueron de nuevo incapaces de capitalizar la oportunidad debido a conflictos entre los clanes y Mehmet Alí mantuvo su autoridad.

### El final de los mamelucos egipcios
Cuando Mehmet Alí tomó el control de Egipto en 1806, descubrió el enorme problema que representaban los antiguos príncipes esclavos. Decidió librarse de ellos invitando a los principales príncipes mamelucos a su residencia, con ocasión de la investidura de su hijo Tussum como general de las tropas de Arabia el 1 de marzo de 1811. Veinticuatro príncipes vestidos con uniforme de gala respondieron a la invitación, en compañía de unos cuatrocientos hombres. Todos ellos fueron asesinados, aunque según las leyendas, un príncipe mameluco logró escapar.

## Gobierno
Los mamelucos no alteraron significativamente los sistemas administrativos, legales y económicos que heredaron del estado ayubí. El dominio territorial mameluco era prácticamente el mismo que el del estado ayubí, es decir, Egipto, Levante e Hijaz. Sin embargo, a diferencia de la soberanía colectiva de los ayubíes, donde el territorio estaba dividido entre los miembros de la familia real, el estado mameluco era unitario. Bajo ciertos sultanes ayubíes, Egipto tenía la supremacía sobre las provincias sirias, pero bajo los mamelucos esta supremacía fue constante y absoluta. El Cairo seguía siendo la capital del sultanato y su centro social, económico y administrativo, con la Ciudadela de El Cairo que sirvió como cuartel general del sultán.
La base de la organización y la unidad de las facciones mamelucas se basó en los principios de la khushdashiyya, definidos por la historiadora Amalia Levanoni como "el fomento de un vínculo común entre los mamelucos que pertenecían a la familia de un solo maestro y su lealtad hacia él". La Khushdashiyya también fue un componente crucial de la autoridad y el poder del sultán.

### Autoridad del sultán
El sultán mameluco era la máxima autoridad, mientras delegaba el poder a los gobernadores provinciales conocidos como nuwwab as-saltana (sultanes adjuntos, sing. Na'ib as-saltana). En general, el viceregente de Egipto era el na'ib de mayor rango, seguido por el gobernador de Damasco, luego Alepo, luego los gobernadores de al-Karak, Safad, Trípoli, Homs y Hama. En Hama, los mamelucos habían permitido que los ayubíes continuaran gobernando hasta 1341 (a su popular gobernador en 1320, Abu'l Fida, se le otorgó el título de sultán), pero por lo demás los nuwwab de las provincias eran emires mamelucos.
Se produjo un proceso de adhesión constante con cada nuevo sultán mameluco. Se trataba más o menos de la elección de un sultán por un consejo de emires y mamelucos (que le prestarían un juramento de lealtad), la asunción del sultán del título monárquico al-malik, una procesión organizada por el Estado a través de El Cairo en cuya cabeza estaba el sultán, y la lectura del nombre del sultán en la Khutbah (sermón de oración del viernes). El proceso no se formalizó y el cuerpo electoral nunca se definió, sino que generalmente estaba formado por emires y mamelucos de cualquier facción que dominara; Las usurpaciones del trono por facciones rivales eran relativamente comunes. A pesar de la naturaleza electoral de la adhesión, la sucesión dinástica era una realidad a veces, particularmente durante el régimen Bahri, donde los hijos de Baybars, Barakah y Solamish, le sucedieron, antes de que Qalawun usurpara el trono y fuera sucedido por cuatro generaciones de descendientes directos, con interrupciones ocasionales. [147] El gobierno hereditario fue mucho menos frecuente durante el régimen Burji. Sin embargo, con una rara excepción, los sultanes Burji estaban vinculados al fundador del régimen, Barquq, a través de la afiliación de sangre o mameluco. La adhesión de parientes consanguíneos al sultanato fue a menudo el resultado de la decisión o indecisión de los emires mamelucos de alto rango o la voluntad del sultán anterior. La última situación se aplicaba a los sultanes Baybars, Qalawun, el hijo de este último, an-Nasir Muhammad y Barquq, quienes formalmente hicieron arreglos para que uno o más de sus hijos los sucedieran. La mayoría de las veces, los hijos de los sultanes eran elegidos por los emires superiores con la intención última de que sirvan como figuras decorativas convenientes que presidan una oligarquía de emires.
Los emires mamelucos de menor rango consideraban al sultán más como un compañero a quien confiaban la máxima autoridad y como un benefactor a quien esperaban que garantizara sus salarios y el monopolio del ejército. Cuando los emires sentían que el sultán no estaba asegurando sus beneficios, los disturbios disruptivos, los golpes de estado o los retrasos en las llamadas de servicio eran escenarios probables. A menudo, las restricciones prácticas sobre el poder de un sultán provenían de su propia khushdashiyyah o de otros emires, con quienes había una tensión constante, particularmente en tiempos de paz con enemigos externos. Según Holt, la naturaleza fáctica de los emires que no eran la khushdashiyyah del sultán derivado de la lealtad primaria de emires y mamelucos a su propio ustadh (maestro) ante el sultán. Sin embargo, los emires que formaban parte de la khushdashiyyah del sultán también se rebelaban a veces, particularmente los gobernadores de Siria que formaron bases de poder dentro de su territorio. Típicamente, la facción más leal al sultán eran los mamelucos reales, particularmente aquellos mamelucos que el sultán había reclutado y Manumitido personalmente. Esto contrastaba con los qaranis, que eran los de las filas de los mamelucos reales que habían sido reclutados por los predecesores de un sultán y, por lo tanto, carecían de vínculos khushdashiyyah con el sultán. Los qaranis ocasionalmente constituían una facción hostil hacia un sultán, como en el caso del sultán as-Salih Ayyub y an-Nasir Muhammad.
El sultán era el jefe de Estado y, entre sus poderes y responsabilidades, emitía y aplicaba órdenes legales específicas y reglas generales, tomaba la decisión de ir a la guerra, recaudaba impuestos para campañas militares, aseguraba la distribución proporcional de los suministros de alimentos en todo el sultanato y, en algunos casos, supervisaba la investigación y el castigo de presuntos delincuentes. Un sultán mameluco o sus nombrados dirigían las caravanas de peregrinación anual del Hajj desde El Cairo y Damasco en calidad de amir al-hajj (comandante de la caravana del Hajj). Comenzando con Qalawun, los mamelucos también monopolizaron la tradición de proporcionar la cobertura anual decorada de la Kaaba, además de patrocinar la Cúpula de la Roca de Jerusalén. Otra prerrogativa, al menos de los primeros sultanes bahri, era importar tantos mamelucos como fuera posible al sultanato, prefiriendo a aquellos que eran originarios de los territorios de los mongoles. Sin embargo, los enemigos de los mamelucos, como los poderes mongoles y sus vasallos musulmanes, los armenios y los cruzados, interrumpieron con éxito el flujo de mamelucos hacia el sultanato. Incapaces de satisfacer la necesidad militar de nuevos mamelucos, los sultanes a menudo recurrían en reclutar a los desertores o prisioneros de guerra ilkanidas, a veces sin que hubiese terminado la guerra en la que los habían hecho cautivos.

### Rol del califa
Para legitimar su gobierno, los mamelucos se presentaron como los defensores del islam y, comenzando con Baybars, buscaron la confirmación de su autoridad ejecutiva por un califa. Los ayubíes debían su lealtad al califato abasí, pero este último fue destruido cuando los mongoles saquearon la capital abasí de Bagdad en 1258 y mataron al califa al-Musta'sim. Tres años más tarde, Baybars restableció la institución del califato al hacer un miembro de la familia abasí, al-Mustansir, califa, quien a su vez confirmó a Baybars como sultán. Además, el califa reconoció la autoridad del sultán sobre Egipto, Siria, Mesopotamia, Diyarbakir, Hejaz y Yemen y cualquier territorio conquistado por los cruzados o mongoles. Los sucesores abasíes de Al-Mustansir continuaron en su capacidad oficial como califas, pero prácticamente no tenían poder en el gobierno mameluco. El breve reinado del Califa al-Musta'in como sultán en 1412 fue una anomalía. En un testimonio anecdótico de la falta de autoridad real del califa, un grupo de mamelucos rebeldes respondió a la presentación del Sultán Lajin del decreto del Califa al-Hakim afirmando la autoridad de Lajin con el siguiente comentario, grabado por Ibn Taghribirdi: «Estúpido amigo. Por el amor de Dios, ¿quién le hace caso al califa ahora?».

### Jerarquía militar y administrativa
Los sultanes mamelucos eran productos de la jerarquía militar, cuya entrada estaba prácticamente restringida a los mamelucos, es decir, aquellos soldados que fueron importados cuando eran esclavos jóvenes. Sin embargo, los hijos de mamelucos podían ingresar y elevarse dentro de las filas de la jerarquía militar, pero generalmente no ingresaron al servicio militar. En cambio, muchos entraron en carreras mercantiles, académicas u otras carreras civiles. El ejército heredado de Baybars estaba formado por tribus kurdas y turcas, refugiados de los diversos ejércitos ayubíes de Siria y otras tropas de ejércitos dispersos por los mongoles. Después de la Batalla de Ain Jalut, Baybars reestructuró el ejército en tres componentes: el regimiento real mameluco, los soldados de los emires y el halqa (soldados no mamelucos). Los mamelucos reales, que estaban bajo el mando directo del sultán, eran el cuerpo de más alto rango dentro del ejército, cuya entrada era exclusiva.  Los mamelucos reales eran prácticamente el cuerpo privado del sultán. Los emires de menor rango también tenían sus propios cuerpos, que eran similares a los ejércitos privados. Los soldados de los emires estaban directamente al mando de los emires, pero el sultán podía movilizarlos cuando fuera necesario. A medida que se promocionaba a los emires, aumentaba el número de soldados en su cuerpo, y cuando los emires rivales desafiaban la autoridad de los demás, a menudo utilizaban sus respectivas fuerzas, lo que provocaba grandes trastornos a la vida civil. El halqa tenía un estado inferior a los regimientos mamelucos. Tenía su propia estructura administrativa y estaba bajo el mando directo del sultán. Los regimientos halqa disminuyeron en el siglo XIV cuando los soldados profesionales no mamelucos generalmente dejaron de unirse a la fuerza.
El ejército ayubí carecía de un sistema jerárquico claro y permanente y una de las primeras reformas de Baybars fue crear una jerarquía militar. Con ese fin, comenzó el sistema de asignación de filas de emires de diez, cuarenta y cien, con el número particular que indica cuántas tropas mamelucas montadas eran asignadas a la orden de un emir. Además, un emir de cien podría ser asignado a mil tropas montadas durante la batalla. Baybars instituyó la uniformidad dentro del ejército y puso fin a la naturaleza improvisada previa de las diversas fuerzas militares ayubíes de Egipto y Siria. Para brindar mayor uniformidad a los militares, Baybars y Qalawun estandarizaron las políticas ayubíes indefinidas con respecto a la distribución de Iqtaʿat a los emires. La reforma de la distribución iqtaʿ creó un vínculo claro entre el rango de un emir y el tamaño de su iqtaʿ. Por ejemplo, a un emir de cuarenta se le daría un iqtaʿ un tercio del tamaño de un emir de cien iqta. Baybars también comenzó inspecciones quincenales de las tropas para verificar que se llevaran a cabo las órdenes sultanicas, además de las inspecciones periódicas en las que distribuiría nuevas armas a las tropas mamelucas. Comenzando con el reinado de Qalawun, el sultán y la administración militar mantuvieron listas de todos los emires en todo el sultanato y definieron sus roles como parte de los flancos derecho o izquierdo del ejército en caso de que fueran movilizados para la guerra.
Gradualmente, a medida que los mamelucos ocupaban cada vez más puestos administrativos y cortesanos dentro del estado, se desarrollaron innovaciones en la jerarquía ayubí. Las oficinas de ustadar (mayordomo), hajib (chambelán), emir jandar y khazindar (tesorero), que existieron durante el período ayubida, se conservaron, pero Baybars estableció las oficinas adicionales de dawadar, emir akhur, ru'us al -nawab y emir majlis. Las oficinas administrativas eran en gran medida puestos ceremoniales y estaban estrechamente relacionados con varios elementos de la jerarquía militar.
El ustadar (del árabe ustadh al-dar, "dueño de la casa") era el jefe de gabinete del sultán, responsable de organizar las actividades diarias de la corte real, administrar el presupuesto personal del sultán y supervisar todos los edificios de la Ciudadela de El Cairo y su personal. El ustadar a menudo se denominaba ustadar al-aliyah (gran maestro de la casa) para distinguir de los ustadar saghirs (mayordomos menores) cuya autoridad estaba subordinada al ustadar al-aliyah y que supervisaba aspectos específicos de la corte y ciudadela, como el tesoro del sultán, la propiedad privada y las cocinas de la ciudadela. Los emires mamelucos también tenían sus propios ustadars. El puesto de ustadar al-aliyah se convirtió en un poderoso puesto que comenzó a fines del siglo XIV, particularmente bajo los sultanes Barquq y an-Nasir Faraj, quienes transfirieron las responsabilidades de la oficina especial para sus mamelucos a la autoridad del ustadar, convirtiendo a este último en el principal funcionario financiero del sultanato.

## Economía
La economía mameluca consistía esencialmente en dos esferas: la economía del estado, que estaba organizada en la línea de un hogar de élite y estaba controlada por un gobierno de castas encabezado por el sultán, y la economía de libre mercado, que era dominio de la sociedad en general y que estaba asociado con los habitantes nativos en contraste con los orígenes étnicamente extranjeros de la élite gobernante mameluca. Los mamelucos introdujeron una mayor centralización sobre la economía al organizar la burocracia estatal, particularmente en El Cairo (Damasco y Alepo ya tenían burocracias organizadas), y la jerarquía militar mameluca y su sistema iqtaʿ asociado. En Egipto en particular, la influencia centralizadora del río Nilo también contribuyó a la centralización mameluca en la región. Los mamelucos utilizaron el mismo sistema monetario que los ayubíes, que consistía en dinares de oro, dirhams de plata y fulus de cobre. En general, el sistema monetario durante el período mameluco era muy inestable debido a los frecuentes cambios monetarios promulgados por varios sultanes. La mayor circulación de monedas de cobre y el mayor uso de cobre en dirhams a menudo condujeron a la inflación.
Los mamelucos crearon un organismo administrativo llamado hisbah para supervisar el mercado, con un muhtasib (inspector general) a cargo del organismo. Había cuatro muhtasibs con sede en El Cairo, Alejandría, al-Fustat y el Bajo Egipto. El muhtasib en El Cairo era el más antiguo de los cuatro y su posición era similar a la de un ministro de finanzas. El papel de un muhtasib era inspeccionar los pesos y las medidas y la calidad de los bienes, mantener el comercio legal y mantenerse alerta ante el aumento de precios. Por lo general, un qadi o erudito musulmán ocuparía el puesto, pero en el siglo XV, los emires mamelucos comenzaron a ser nombrados muhtasibs en un esfuerzo por compensar a los emires durante la escasez de efectivo o como resultado del cambio gradual del papel del muhtasib del ámbito legal a uno de aplicación de la ley.

### Sistema Iqtá
El sistema Iqtá fue heredado de los ayubíes y se organizó aún más bajo los mamelucos para satisfacer sus necesidades militares. El Iqtaʿat era un componente central de la estructura de poder mameluco. El iqtaʿ de los musulmanes difería del concepto europeo de feudos en que el iqtaʿ representaba el derecho a recaudar ingresos de un territorio fijo y se le otorgaba a un oficial (emir) como ingreso y como fuente financiera para aprovisionar a sus soldados. Sin embargo, antes del ascenso de los mamelucos, los poseedores de iqtaʿ tenían una tendencia creciente a tratar su iqtaʿ como propiedad personal, que transmitían a sus descendientes. Los mamelucos efectivamente pusieron fin a esta tendencia, con la excepción de algunas áreas, a saber, en el Monte Líbano, donde los poseedores drusos de iqtaʿ, que se convirtieron en parte de la halqa, pudieron resistir la abolición de su iqtaʿat hereditario. En la era mameluca, el iqtaʿ era la principal fuente de ingresos de un emir, y a partir de 1337, los titulares de iqtaʿ arrendarían o venderían derechos de su iqtaʿat a no mamelucos para obtener mayores ingresos. En 1343, la práctica era común y en 1347, la venta de Iqta'at se gravó. Los ingresos que emanan del iqta también sirvieron como una fuente de ingresos más estable que otros métodos que los mamelucos emplearon a veces, incluidas la suba de impuestos, la venta de puestos administrativos y la extorsión de la población.  Según el historiador J. van Steenbergen,
"El sistema iqtaʿ fue fundamental para garantizar un acceso legitimado, controlado y garantizado a los recursos del reino sirio-egipcio a un nivel superior de la sociedad mameluca que era principalmente militar en forma y organización. Como tal, era una característica fundamental de la sociedad mameluca, por un lado, dando paso a una jerarquía militar que cristalizó en una jerarquía económica aún más desarrollada y que tenía importantes intereses económicos en la sociedad en general; Por otro lado, caracterizó profundamente el desarrollo económico y social del reino, su agricultura, comercio de granos y la demografía rural en particular.
El sistema consistía en gran medida en asignaciones de tierras del estado a cambio de servicios militares. La tierra se evaluó mediante el rawk periódico (encuesta catastral), que consistió en una encuesta de parcelas de tierra (medida por unidades feddan), evaluación de la calidad de la tierra y el ingreso fiscal anual estimado de las parcelas, y clasificación de la parcela legal estado como waqf (confianza) o iqtaʿ. Las encuestas rawk organizaron el sistema iqtaʿ y la primera rawk se llevó a cabo en 1298 bajo el mando del Sultán Lajin. Un segundo, el último rawk se completó en 1315 bajo el mando del sultán An-Nasir Muhammad e influyó en los desarrollos políticos y económicos del sultanato mameluco hasta su caída a principios del siglo XVI.
Con el tiempo, el sistema iqtaʿ se expandió y áreas cada vez más grandes del kharaj (tierras imponibles) se apropiaron como tierras iqtaʿ para satisfacer las necesidades fiscales de la institución militar mameluca, a saber, el pago de los oficiales mamelucos y sus subordinados. El estado mameluco resolvió aumentar las asignaciones al dispersar el iqtaʿat de un emir individual en varias provincias y por breves períodos. Sin embargo, esto condujo a una situación en la que los titulares de iqtaʿ descuidaron la supervisión administrativa, el mantenimiento y la infraestructura de su iqtaʿat, mientras se concentraban únicamente en la recaudación de ingresos, lo que resulta en una menor productividad del iqtaʿat.

### Agricultura
La agricultura era la principal fuente de ingresos en la economía mameluca. Los productos agrícolas fueron las principales exportaciones de los mamelucos a Egipto, Siria y Palestina. Además, las principales industrias de producción de azúcar y textiles también dependían de productos agrícolas, a saber, la caña de azúcar y el algodón, respectivamente. El estado gravaba todos los productos agrícolas, y el tesoro del sultán asumía la mayor parte de los ingresos; los emires y los principales corredores privados los siguieron. La principal fuente de ingresos de un emir eran los productos agrícolas de su iqtaʿ, y con esos ingresos, pudo financiar su cuerpo privado.
En Egipto, la centralización mameluca sobre la producción agrícola fue más exhaustiva que en Siria y Palestina por varias razones. Entre ellos estaba que prácticamente toda la agricultura en Egipto dependía de una sola fuente de riego, el Nilo, y las medidas y los derechos de riego estaban determinados por las inundaciones del río, mientras que en Siria y Palestina, había múltiples fuentes de riego principalmente de secano, y las medidas y derechos se determinaron así a nivel local. La centralización sobre Siria y Palestina también fue más complicada que en Egipto debido a la diversidad de la geografía de esas regiones y las frecuentes invasiones de los territorios sirios-palestinos. El papel del estado en la agricultura sirio-palestina estaba restringido a la administración fiscal y a las redes de riego y otros aspectos de la infraestructura rural. Aunque el nivel de centralización no era tan alto como en Egipto, los mamelucos impusieron suficiente control sobre la economía siria para obtener ingresos que beneficiaron al sultanato y contribuyeron a la defensa de su reino. Además, el mantenimiento del ejército mameluco en Siria dependía del control del estado sobre los ingresos agrícolas sirios.
Entre las responsabilidades de un gobernador provincial o de distrito mameluco estaba repoblar áreas despobladas para fomentar la producción agrícola, proteger las tierras de las incursiones beduinas, aumentar la productividad en tierras áridas (probablemente a través del mantenimiento y la expansión de las redes de riego existentes), y dedicando especial atención al cultivo de las regiones bajas más cultivables. Con el fin de garantizar que la vida rural no fuera perturbada por las incursiones beduinas, que podrían detener el trabajo agrícola o dañar los cultivos y la infraestructura agraria y, por lo tanto, disminuir los ingresos, los mamelucos intentaron evitar el armamento beduino y confiscarles las armas existentes.

### Comercio e Industria
Egipto y Siria jugaron un papel central de tránsito en el comercio internacional durante la Edad Media. Al principio de su gobierno, los mamelucos buscaron expandir su papel en el comercio exterior, y con este fin Baybars firmó un tratado comercial con Génova, mientras que Qalawun firmó un acuerdo similar con Ceilán. En el siglo XV, la agitación interna como resultado de las luchas de poder mamelucas, la disminución de los ingresos de la iqtaʿ como resultado de las plagas y la invasión de tierras de cultivo abandonadas por las tribus beduinas llevaron a una crisis financiera en el sultanato. Para compensar estas pérdidas, los mamelucos aplicaron un enfoque triple: impuestos a las clases medias urbanas, aumento de la producción y venta de algodón y azúcar a Europa, y aprovechando su posición de tránsito en el comercio entre el Lejano Oriente y Europa. Este último demostró ser el método más rentable y se realizó cultivando relaciones comerciales con Venecia, Génova y Barcelona, y aumentando los impuestos sobre los productos básicos. Por lo tanto, durante el siglo XV, el comercio de larga data entre Europa y el mundo islámico comenzó a constituir una parte significativa de los ingresos del sultanato a medida que los mamelucos imponían impuestos a los comerciantes que operaban o pasaban por los puertos del sultanato.
El Egipto mameluco fue un importante productor de textiles y un proveedor de materias primas para Europa occidental. Sin embargo, los brotes frecuentes de la peste negra condujeron a una disminución en la producción de bienes de los territorios mamelucos como textiles, productos de seda, azúcar, vidrio, jabones y papel, que coincidió con la creciente producción de estos por parte de los europeos. No obstante, el comercio continuó, a pesar de las restricciones papales al comercio con los musulmanes durante las Cruzadas.. El comercio mediterráneo estuvo dominado por especias, como pimienta, nueces moscatel y flores, clavo y canela, así como medicamentos y añil.. Estos productos se originaron en Persia, India y el sudeste asiático y se dirigieron a Europa a través de los puertos mamelucos de Siria y Egipto. Estos puertos eran frecuentados por comerciantes europeos, que a su vez vendían ducados de oro y plata y lingotes, seda, lana y telas de lino, pieles, cera, miel y quesos..
Bajo el Sultán Barsbay, se estableció un monopolio estatal sobre bienes de lujo, a saber, especias, en el que el estado fijó precios y recaudó un porcentaje de las ganancias. Con ese fin, en 1387, Barsbay estableció el control directo sobre Alejandría, el principal puerto comercial egipcio, transfiriendo así los ingresos fiscales del puerto al tesoro personal del sultán (diwan al-khass) en lugar del tesoro imperial que estaba vinculado con el sistema militar iqta. Además, en 1429, ordenó que el comercio de especias a Europa se llevara a cabo a través de El Cairo antes de que los productos llegaran a Alejandría, tratando de poner fin al transporte directo de especias desde el Mar Rojo a Alejandría. A finales del siglo XV y principios del XVI, la expansión del Imperio portugués en África y Asia comenzó a disminuir significativamente los ingresos del monopolio veneciano mameluco en el comercio transmediterráneo. Esto contribuyó y coincidió con la caída del sultanato.